# Младият Шерлок
„Младият Шерлок“ (на английски: Sherlock, Jr.) е американска комедия от 1924 година на режисьора Бъстър Кийтън, по сценарий на Клайд Брукман, Жан Хавез и Джоузеф Мичъл. Главните роли се изпълняват от Бъстър Кийтън и Кетрин Макгуайър.

## Сюжет
Разказва се за прожекционист в киносалон и почитател на разказите за Шерлок Холмс, който е несправедливо обвинен в кражбата на джобен часовник, след което в съня си попада във филм, в който е успешен детектив.

## В ролите
| Актьор           | Роля                          |
| ---------------- | ----------------------------- |
| Бъстър Кийтън    | Прожекционер / Младият Шерлок |
| Кетрин Макгуайър | Момичето, дъщеря на богаташ   |
| Джо Кийтън       | бащата на момичето            |
| Ъруин Конъли     | Наемник / Икономът            |
| Уорд Крейн]      | Местният шейх, злодей         |